# Oi! Oi! That’s Yer Lot!
 (mars 2024).
Oi! Oi! That's Yer Lot! (également connu sous le nom de Oi/4) est un album de compilation de plusieurs groupes Oi!, publié par Secret Records en 1982. 

## Historique
Compilé par Garry Bushell, l'album est la suite de Oi The Album (1980), Strength Thru Oi! ( Oi 2, 1981) et Carry on Oi! ( Oi 3!, 1981). Le titre dérive du slogan du comédien Jimmy Wheeler. Il est également connu sous le nom de Oi/4''.

## Liste des pistes
1. "Real Enemy" - The Business
2. "Dr Crippens" - Five 0
3. "White Flag" - The Oppressed
4. "Stick Together" - Sub-Culture
5. "Liddle Towers" - Crux
6. "Horror Show" - The Warriors
7. "Big Brother" - Attak
8. "Revenge" - Black Flag
9. "Arthur's Theme" - Arthur and the Afters
10. "On Yer Bike" - Frankie and the Flames
11. "Getting Pissed" - The Magnificent Gonads
12. "Willie Whitelaws Willie" - Attila the Stockbroker
13. "The Belle of Snodland Town" - Judge Dread
14. "Oi Oi Music" - Skin Graft
15. "Away Day" - Attila the Stockbroker
16. "Such Fun" - Coming Blood

## Voir également
- - Oi! The Album
  - Carry On Oi!
  - Strength Thru Oi!
  - Son of Oi!